# Nhà thờ chính tòa Granada
Nhà thờ chính tòa Granada, hay Nhà thờ chính tòa Hiện thân (Kitô giáo) (tiếng Tây Ban Nha: Catedral de Granada, Catedral de la Anunciación) là nhà thờ chính tòa ở thành phố Granada, thủ phủ của vùng tự trị Andalucía, Tây Ban Nha. Nhà thờ là trung tâm của Tổng Giáo phận Công giáo Roma Granada.